# Jacques-Nicolas Tardieu
Pour les articles homonymes, voir Tardieu (patronyme).
Jacques-Nicolas Tardieu, né le 2 septembre 1716 à Paris où il est mort le 9 juillet 1791, est un graveur français.

## Biographie
Fils de Marie-Anne Tardieu et de Nicolas-Henri Tardieu, élève de son père, il fut reçu à l’Académie le 24 octobre 1749, sur les portraits gravés de Bon Boullogne (d’après Allou) et de Le Lorrain (d’après Nonnotte), chalcographie du Louvre; graveur du roi et de S. A. S. l’électeur de Cologne. Cet artiste a gravé un grand nombre de portraits parmi lesquels on cite surtout le Portrait de Marie-Antoinette, d’après Nattier.
La Convention nationale lui passe commande de la gravure d'assignats en 1790 et 1791.
Il fut marié à deux graveuses, Louise-Françoise Duvivier, fille de Jean Duvivier, puis Élisabeth-Claire Tournay.
Parmi ses élèves, on compte le fils de son cousin-germain (Pierre-Joseph Tardieu), prénommé Jean-Baptiste-Pierre ainsi que le graveur abbevillois Charles-Eugène Duponchel.

## Œuvres
- Le Paralytique guéri près de la piscine, d’après le tableau peint par Restout, Arras, Musée des beaux-arts, 1743 (inv. D 926 17) ;
- La Sainte Famille, d’après Jules Christophe[3] ;
- L'Étendard à la croix de Constantin d'après Peter Paul Rubens[4] ;
- L’Éloquence, allégorie, d’après de La Joue, 1745[5] ;
- Une vignette des armes du roi, avec des anges pour supports, d’après le dessin de M. Boucher ;
- Portrait du président Jeannin, ministre d’État sous Henri IV ;
- Portrait du maréchal Dubourg, d’après M. de Leyn;
- Portrait de M. Alexis Simon Belle, peintre du roi, d’après le tableau peint par lui-même[6] ;
- Portrait de M. Nicolas Henry Tardieu, le père, graveur ordinaire du roi, d’après Van Loo l’ainé[7] ;
- Vignette représentant le portrait du roi, d’après un jeton de M. Duvivier, 1746 ;
- Portail de l’église de Saint-Sulpice (pour la description de la dédicace de cette église) ;
- Portrait de feu Mgr le Dauphin duc de Bourgogne, d’après Rigaud ;
- Portrait de feu M. Charles d'Orléans de Rothelin, prêtre et théologien, d’après Charles Antoine Coypel[8] ;
- Portrait de l’archevêque électeur de Cologne, 1748 ;
- Portrait de M. le duc de Sully, auteur des Mémoires sur l’histoire d’Henri IV ;
- Portrait de Mme. du Boccage, d’après le tableau de Marianne Loir[9] ;
- Le Docteur alchimiste, d’après D. Teniers[10] ;
- Deux tableaux représentant différents costumes des peuples orientaux ;
- Deux tableaux représentant des animaux, d’après les dessins de Cochin fils ;
- Portrait de feu M. de Boullongne, d’après Allou, 1750[11] ;
- Portrait de M. Robert Le Lorrain, d’après Nonotte[12] ;
- Adieu d’Hector et d’Andromaque, sujets tirés de l’Iliade d’Homère), d’après les tableaux de Coypel ;
- Les Misères de la guerre d'après David Teniers le Jeune[13] ;
- Le Déjeuner flamand (dont le tableau est connu en Flandre sons le nom de La Dévote de Teniers), d’après David Teniers le Jeune.
- L’Apparition de Notre-Seigneur d la Sainte Vierge, estampe gravée, d’après le Guide (tirée de la galerie royale de Dresde), 1753 ;
- Portrait de la reine Marie Leszcinska, d’après le tableau de Nattier, 1755[14]
- La Magdeleine pénitente, d’après Paolo Pagani, (de la galerie royale de Dresde), 1757[15]
- Portrait de feu Mme Henriette de France, d’après Nattier, 1759[16] ;
- Portrait de M. Lullin, ministre de Genève ;
- Portrait de Mgr Louis-Jacques d'Audibert de Lussan, archevêque de Bordeaux, d’après Restout, 1765[17] ;
- Portrait de M. le prince de Gallitzin, ministre plénipotentiaire en France de la Cour de Russie, d’après Drouais ;
- Portrait de M. d’Etemare, d’après Belle, 1775 ;
- Portrait de Mlle de La Font ;
- Portrait de M. l’abbé Gourdin, 1777.
- Portyrait de René de Froulay de Tessé, général des galères et maréchal de France[18] ;